# Света Троица (Банско)
Вижте пояснителната страница за други значения на Света Троица.
„Света Троица“ е православна църква в град Банско, България, част от Неврокопската епархия на Българската православна църква. Храмът, една от най-забележителните църкви в България от втората половина на XIX век, е обявен за паметник на културата.

## История
Църквата „Света Троица“ е изградена в центъра на селото от местни строители през 1835 година, благодарение на общите усилия и щедрост на банскалии. Тъй като по онова време османците позволявали да се строят църкви само на места, където преди това е имало храм, местни хора заровили икона и кръст в двор в центъра на селото. Мястото за строене на църквата е дарено – най-голям дарител е Лазар Герман – заможен банскалия и кмет на българската община. Той е основен ръководел в изграждането на храма, както и лице за трудните преговори с турците, което в крайна сметка му коства живота. Друг виден дарител е Тома Хаджибена, който дава мястото пред къщата си. Общо дарителите са 270 фамилии и 1081 индивидуални дарители. Разрешението за строеж на храм е получено през 1833 година. Главният майстор строител е банскалията Димитър Доюв. В строителството участват 350 майстори – каменоделци, строители и резбари, както и доброволци от селото. Храмът е завършен в 1835 година.

## Камбанария
В 1850 година в северната част на църковния двор е изградена голяма каменна камбанария, която служи и като часовникова кула. Камбанарията се съчетава отлично с архитектурата на църквата и играе важна роля при оформянето на силуета на градчето. Майстор на камбанарията е Глигор Благов Доюв, племенник на строителя на църквата Димитър.

## Чешма
На страничния вход на църквата има възрожденска чешма от 1842 година.

## Архитектура
В архитектурно отношение представлява трикорабна, безкуполна псевдобазилика с двускатен покрив и аркадна галерия на запад. Размерите на храма са 35 m дължина и 22,5 m ширина. Архитектурата на сградата е направена, така че мами окото да изглежда малка, а всъщност не е. Градежът е монументален, като каменната зидария е майсторски изпълнена. Дебелината на стените е 1,10 m в основите. Входните врати, сводовете и прозорците са изработени от дялани камъни.

## Интериор
Вътрешното пространство е организирано в бароков стил и има монументално въздействие. Дърворезбените и живописните елементи на декорацията са в хармония, преходите са плавни, без прави ъгли, дървените холкели са със сложни, огънати форми. Трите кораба са разделени от високи измазани и изписани дървени колони с аркади, а таванът на средния кораб е повдигнат върху висок холкел. Женската църква има дървена решетка с изящна плетеница.
Дърворезбите и живописната украса на църквата са дело на тресончанина Велян Огненов, като се предполага, че той е автор и на иконостаса и на амвона. Огнев изписва с цветни орнаменти и геометрични мотиви всички свободни от резба повърхности по иконостаса – подиконните платна, колонките и прочее, църковните мебели и елементите на вътрешното храмово пространство – стените, колоните, плоскостите над акрите на трите кораба.
По декорацията на храма работи видния представител на Банската художествена школа Димитър Молеров. Първото му дело е Разпятието върху големия кръст от венчилката на иконостаса. В 1839 – 1841 година изписва осемте големи царски икони, както и някои от целувателните. През 1850 година изписва част от иконите за апостолския ред – „Дейсис“, „Свети Илия“, „Свети Лука“, „Свети Андрей“, „Свети Вартоломей“, „Свети Петър“, „Възнесение Лазарево“. В 1854 година в нишата на проскомидията рисува традиционната сцена „Христос в гроба“. В 1860 година за владишкия трон рисува икона на Христос и патронната икона на Светата Троица за десния проскинитарий. В 1861 година изписва „Убрус“, поставен на царските двери. На Димитър Молеров са и стенописите над вратите.
В църквата работи и синът на Димитър Симеон Молеров, като иконите му са смятани за негово върхово постижение. В 1841 година той изписва царските икони „Свети Йоан Предтеча“ и „Свети Димитър“, а за апостолския ред – Матей, Филип, Юда, Симон, Тома, Яков, Йоан, Матей и Марко. Стенописното изображение а Архангел Михаил вляво от олтара също е негово. Негови са и изображенията в трите патронни ниши. На сцената Новозаветна Троица, разположена в централната патронна ниша отвън на църквата има ктиторски надпис, който казва, че изображението е изпълнено в 1864 година с ктиторството на Петър Тушин.
В храма работи и синът на Симеон Георги Молеров, който изработва няколко целувателни икони със съвършена техника. Друг бански зограф Димитър Сирлещов рисува в 1892 година завесата на северната олтарна врата. Негово дело са и двете странични олтарни врати, иконата на „Св. св. Кирил и Методий“ от 1894 г., „Богородица на трон със светци“ на малкия проскинитарий и стенописа „Богородица Ширшая небес“ от 1898 година в апсидата.
В 1957 година в църквата отново са рисувани стенописи.
- Икони от храма
- „Възкресение Господне“, Тома Вишанов, началото на XIX век
- „Възнесение Господне“, Тома Вишанов, началото на XIX век
- „Свети Георги и Свети Димитър“, Тома Вишанов, началото на XIX век
- Света Богородица Ширшая небес, Димитър Молеров от „Света Троица“, 1860 г.
- „Свети Николай“, Димитър Молеров, 1840 г.
- „Благовещение“, Димитър Молеров, 1841 г.